# Félix Lebrun
Félix Lebrun (feliks lə.bʁœ̃; Montpellier, 12 settembre 2006) è un tennistavolista francese.
Vincitore del singolare dei Giochi europei del 2023, nell'ottobre di quell'anno ha raggiunto per la prima volta la top dieci della classifica mondiale ITTF. All'agosto 2024, è il numero 5 al mondo, e il primo giocatore francese ed europeo. Gioca con l'impugnatura a penna, una rarità tra i giocatori di massimo livello odierni.
Nei Giochi olimpici di Parigi 2024, Lebrun vince la medaglia di bronzo nel torneo singolare dopo aver battuto il brasiliano Hugo Calderano. Nella semifinale aveva perso contro il futuro campione olimpico, Fan Zhendong. Anche nel torneo a squadre guadagna il bronzo con suo fratello Alexis e Simon Gauzy.